# 金子本源氏物語

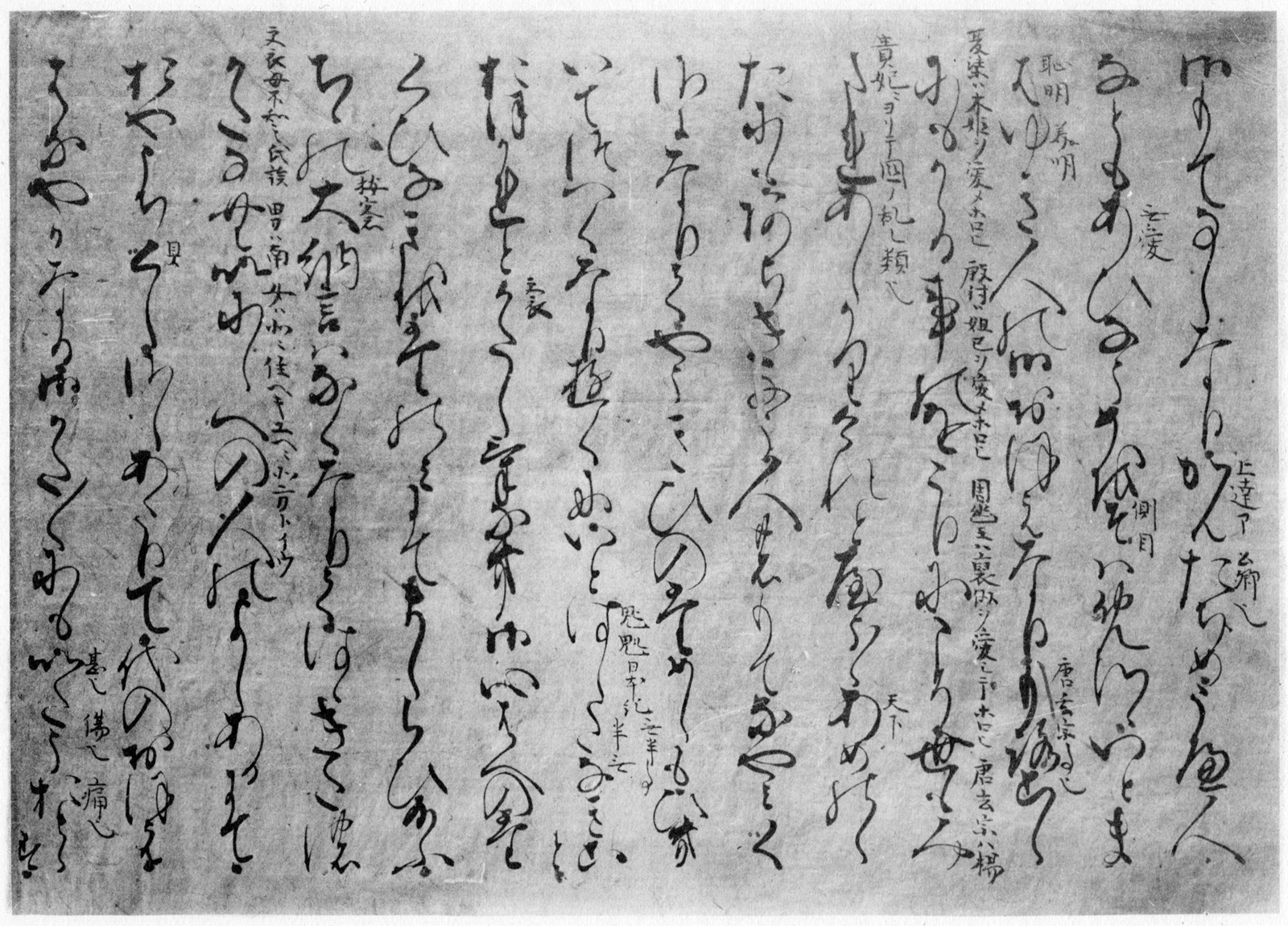
金子本（桐壷巻）

金子本源氏物語（かねこほんげんじものがたり）は、源氏物語の写本の一つ。

## 概要
河内本系統の本文を持つ源氏物語の写本として比較的早くからその存在が明らかにされた写本のひとつであり、國學院大學や慶應義塾大学で教授を務めた国文学者の金子元臣（1868年 - 1943年）の所蔵となり、金子自身が「金子本」と命名して、青表紙本系統の本文を持った江戸時代の版本である湖月抄を底本として金子が作成した校本『定本源氏物語新解』（明治書院、1926年（大正15年）から1930年（昭和5年））に、河内本を代表する写本として平瀬本とともにその校異を掲載したことによって広く知られるようになったため、一般にこの名称で呼ばれている。金子は本写本について、1925年（大正14年）9月に出版した『定本源氏物語新解 上』において「十二三数年前に図らずも入手した」と述べているがそれ以前の伝来は不明である。旧注の一つ『明星抄』は、この「耕雲本」を「青表紙本にあらず河内本にあらず」と述べており、それ以後の古注釈書のいくつかも大筋でこの記述を受け継いで来たため、かつてはこの「耕雲本」については「耕雲本」原本とそこからの転写本を一つの系統と考えて青表紙本でもなく河内本でもない耕雲が整えた第三の系統の本文であると考えられていた。これに対して金子は河内本であるとされた平瀬本の本文とこの「金子本」の本文とを具体的な比較を行うことによって、『明星抄』の説に異を唱え、初めて「耕雲本とは河内本である」とした。

## 形態
本写本は各巻の巻末に耕雲（花山院長親）による跋歌と奥書を持つために高松宮家本と並んで河内本系統の中でも耕雲本系統の代表的な写本とされている。かつては本写本は高松宮家本を転写したものといわれていたが、鈴虫には耕雲による奥書はなく、永正十七年四月七日（1520年4月24日）から同九日（1520年4月26日）にかけて御禁裏本を直接書写したとの和気親就による奥書が存在する事や、各巻の巻末に高松宮家本には無い耕雲による注記が存在するこのなどから、現在では高松宮家本とは独立して耕雲本の原本たる禁裏本を直接書写した物であると考えられるようになった。奥書によれば、本写本は和気親就が家の証本にするため当時の能筆家たちに書写を依頼したものであり、永正十三年十二月十七日（1517年1月9日）に書写に着手し、必ずしも巻序に沿っていたわけではない順番で何度かに分けて行われた書写は永正十七年閏六月十三日（1520年7月27日）に完了したとされる。金子は明石、絵合、真木柱、藤裏葉、若菜下、横笛、匂宮、紅梅、東屋、浮舟、蜻蛉、夢浮橋の12帖が欠け青表紙本による補写であるとしていたが、池田亀鑑は上記に椎本を加えて明石、絵合、真木柱、藤裏葉、若菜下、横笛、匂宮、紅梅、椎本、東屋、浮舟、蜻蛉、夢浮橋の13帖が欠けているとしている。これらの巻が欠けるに至った事情や金子と池田で欠けている巻が異なる事情は不明である。

## 校本への採用
金子元臣による『湖月抄』を底本とした校本に校異が採録されている。
- 金子元臣『定本源氏物語新解 上』明治書院、1925年（大正14年）9月
桐壺から少女まで。
- 金子元臣『定本源氏物語新解 中』明治書院、1928年（昭和3年）3月
玉鬘から幻まで。
- 金子元臣『定本源氏物語新解 下』明治書院、1930年（昭和5年）3月
匂宮から夢浮橋まで。他に手枕・山路の露・系図・年立を所収している

なお、『校異源氏物語』、『源氏物語大成校異編』及び『河内本源氏物語校異集成』といった現在一般的に使用されている校本への採用は無い。

## その他の金子本

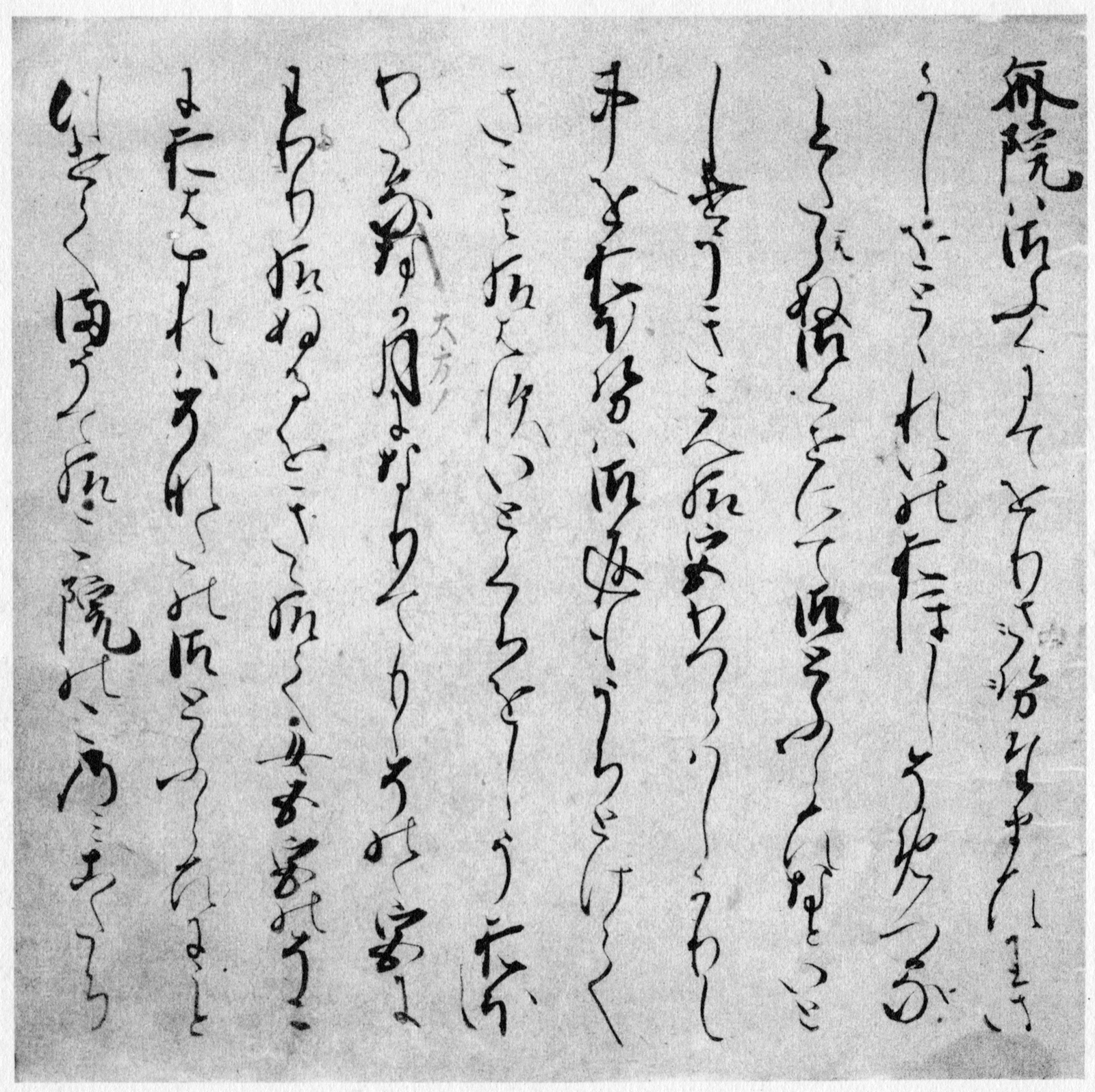
伝二条為明筆本（朝顔巻）

金子元臣は数多くの源氏物語の写本を手に入れており、本写本以外にも以下のようなものを確認出来る。
- 伝正徹筆本源氏物語[4][5]
- 伝周桂筆本源氏物語[6]
- 伝紹巴筆本源氏物語[7]
- 証本源氏物語[8]
- 伝二条為明筆夕顔巻[9]

また、上記の写本の源氏物語以外にも、『定本源氏物語新解 中巻』の口絵で紹介されている金子元臣所蔵とされる古活字本源氏物語も「金子本」と呼ばれることもある。